# Hispania F110
Pour les articles homonymes, voir Classe F-110 et General Electric F110.
Chronologie des modèles (2010)
Aucun Hispania F111
La Hispania F110 est la monoplace de Formule 1 engagée par l'équipe Hispania Racing F1 Team dans le championnat du monde de Formule 1 2010.

## Description
La voiture, conçue par Dallara, a été présentée le 4 mars 2010 à Murcia. Elle est pilotée par l'Indien Karun Chandhok, le Brésilien Bruno Senna et les pilotes d'essais, le Japonais Sakon Yamamoto et l'Autrichien Christian Klien.

## Résultats en championnat du monde de Formule 1
| Saison | Écurie                  | Moteur             | Pneus       | Pilotes         | Courses | Courses | Courses | Courses | Courses | Courses | Courses | Courses | Courses | Courses | Courses | Courses | Courses | Courses | Courses | Courses | Courses | Courses | Courses | Points inscrits | Classement |
| Saison | Écurie                  | Moteur             | Pneus       | Pilotes         | 1       | 2       | 3       | 4       | 5       | 6       | 7       | 8       | 9       | 10      | 11      | 12      | 13      | 14      | 15      | 16      | 17      | 18      | 19      | Points inscrits | Classement |
| ------ | ----------------------- | ------------------ | ----------- | --------------- | ------- | ------- | ------- | ------- | ------- | ------- | ------- | ------- | ------- | ------- | ------- | ------- | ------- | ------- | ------- | ------- | ------- | ------- | ------- | --------------- | ---------- |
| 2010   | Hispania Racing F1 Team | Cosworth V8 CA2010 | Bridgestone |                 | BAH     | AUS     | MAL     | CHI     | ESP     | MON     | TUR     | CAN     | EUR     | GBR     | ALL     | HON     | BEL     | ITA     | SIN     | JAP     | COR     | BRÉ     | ABU     | 0               | 11e        |
| 2010   | Hispania Racing F1 Team | Cosworth V8 CA2010 | Bridgestone | Karun Chandhok  | Abd     | 14e     | 15e     | 17e     | Abd     | 14e*    | 20e*    | 18e     | 18e     | 19e     |         |         |         |         |         |         |         |         |         | 0               | 11e        |
| 2010   | Hispania Racing F1 Team | Cosworth V8 CA2010 | Bridgestone | Bruno Senna     | Abd     | Abd     | 16e     | 16e     | Abd     | Abd     | Abd     | Abd     | 20e     |         | 19e     | 17e     | Abd     | Abd     | Abd     | 15e     | 14e     | 21e     | 19e     | 0               | 11e        |
| 2010   | Hispania Racing F1 Team | Cosworth V8 CA2010 | Bridgestone | Sakon Yamamoto  |         |         |         |         |         |         |         |         |         | 20e     | Abd     | 19e     | 20e     | 19e     |         | 16e     | 15e     |         |         | 0               | 11e        |
| 2010   | Hispania Racing F1 Team | Cosworth V8 CA2010 | Bridgestone | Christian Klien |         |         |         |         |         |         |         |         |         |         |         |         |         |         | Abd     |         |         | 22e     | 20e     | 0               | 11e        |

Légende : ici 
- * : le pilote n'a pas fini la course mais est classé pour avoir fait plus de 90 % de la course